# Волт-ампер
Волт-ампер (VA) е мерна единица, използвана за измерване на пълната мощност в електрическа верига, равна на произведението на средноквадратичното напрежение и ток. При постояннотоковите вериги, това произведение е равно на активната мощност във ватове. Волт-амперите са полезни само в контекста на променливотоковите вериги.
Някои устройства, сред които непрекъсваемите захранвания, имат показатели за максимални ватове и максимални волт-ампери. Максималната стойност волт-ампери е ограничена от максимално допустимия ток и максималната мощност, с които може да работи устройството. Когато UPS захрани оборудване, което представлява реактивен товар с малък фактор на мощността, никое от ограниченията не може безопасно да бъде преминато. Например, UPS система, проектирана да доставя 400 000 VA при 220 V, може да доставя ток от 1818 A.
Волт-амперните показатели често се използват за трансформатори. Тогава максималният изходен ток е показанието във VA, разделено от номиналното изходно напрежение. Трансформаторите с еднакво големи ядра често имат еднакви волт-амперни показатели.
В практиката често се използват и kVA (киловолтампер) и MVA (мегаволтампер) за малки и големи инсталации.
Конвенцията за използване на волт-ампери, за да се различи пълната мощност от активната мощност е позволена от международната система SI.